# Mário Reis (lutador)
Mário Reis (Porto Alegre, 1979) é um ex-lutador e professor de jiu-jitsu brasileiro. Como faixa-preta, foi bicampeão mundial, campeão Pan-Americano e campeão Europeu. É considerado um dos principais treinadores da atualidade, filiado à equipe Alliance. 